# Holomitrium moritzianum
Holomitrium moritzianum är en bladmossart som beskrevs av Georg Ernst Ludwig Hampe 1847. Holomitrium moritzianum ingår i släktet Holomitrium och familjen Dicranaceae. Inga underarter finns listade i Catalogue of Life.